# Silvia Ceballos
Silvia Ceballos (Santiago, 1953-ibídem, 17 de septiembre de 2006), fue el rostro de la primera Teletón de Chile, realizada en 1978, pese a que no fue la niña símbolo (la escogida fue Jane Hermosilla).

## Vida
Silvia realizó sus estudios de auxiliar de vuelo y fue aeromoza durante su juventud, sufriendo posteriormente un grave accidente automovilístico que la dejó en silla de ruedas el 18 de julio de 1973, cuando tenía 20 años. Esto la hizo pieza clave de la Teletón 1978, por lo que es recordada con el apelativo de "La Maestra".
El cineasta, también discapacitado, David Albala, invitó en 2003 a Ceballos para que diera su testimonio en el premiado documental Perspecplejia, donde se relata la vida y experiencia de personas que vive en silla de ruedas.
El 28 de agosto del 2006, sufrió un infarto y cayo en coma, siendo hospitalizada. El 17 de septiembre de 2006, Silvia Ceballos falleció de un infarto en la Clínica Alemana de Santiago. Este suceso enlutó la campaña de la XX Teletón, en especial por el gran afecto que Don Francisco, su impulsor, le tenía a la mujer.